# Reichsburg Cochem

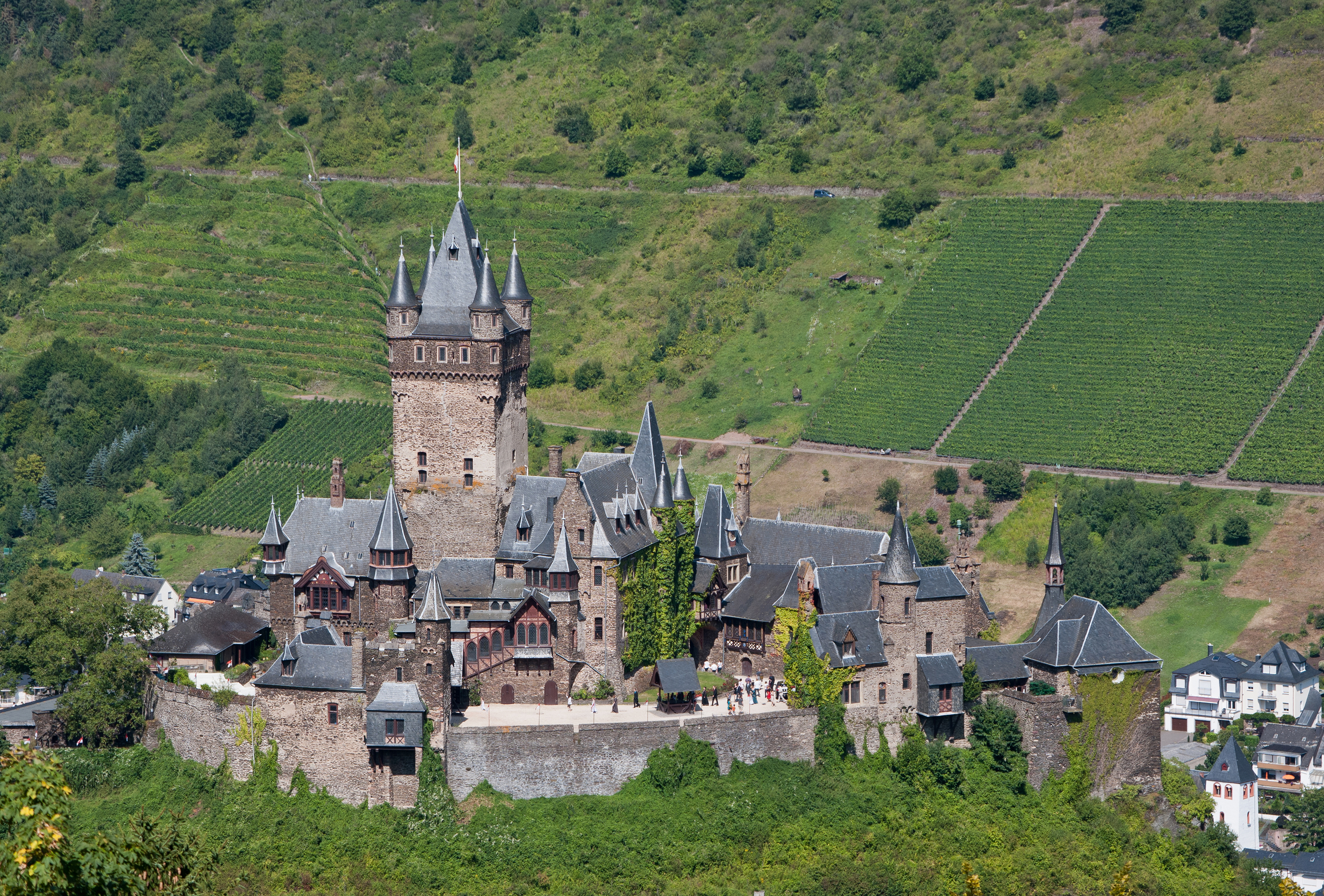
Blick von Südwesten auf die Reichsburg (2012)

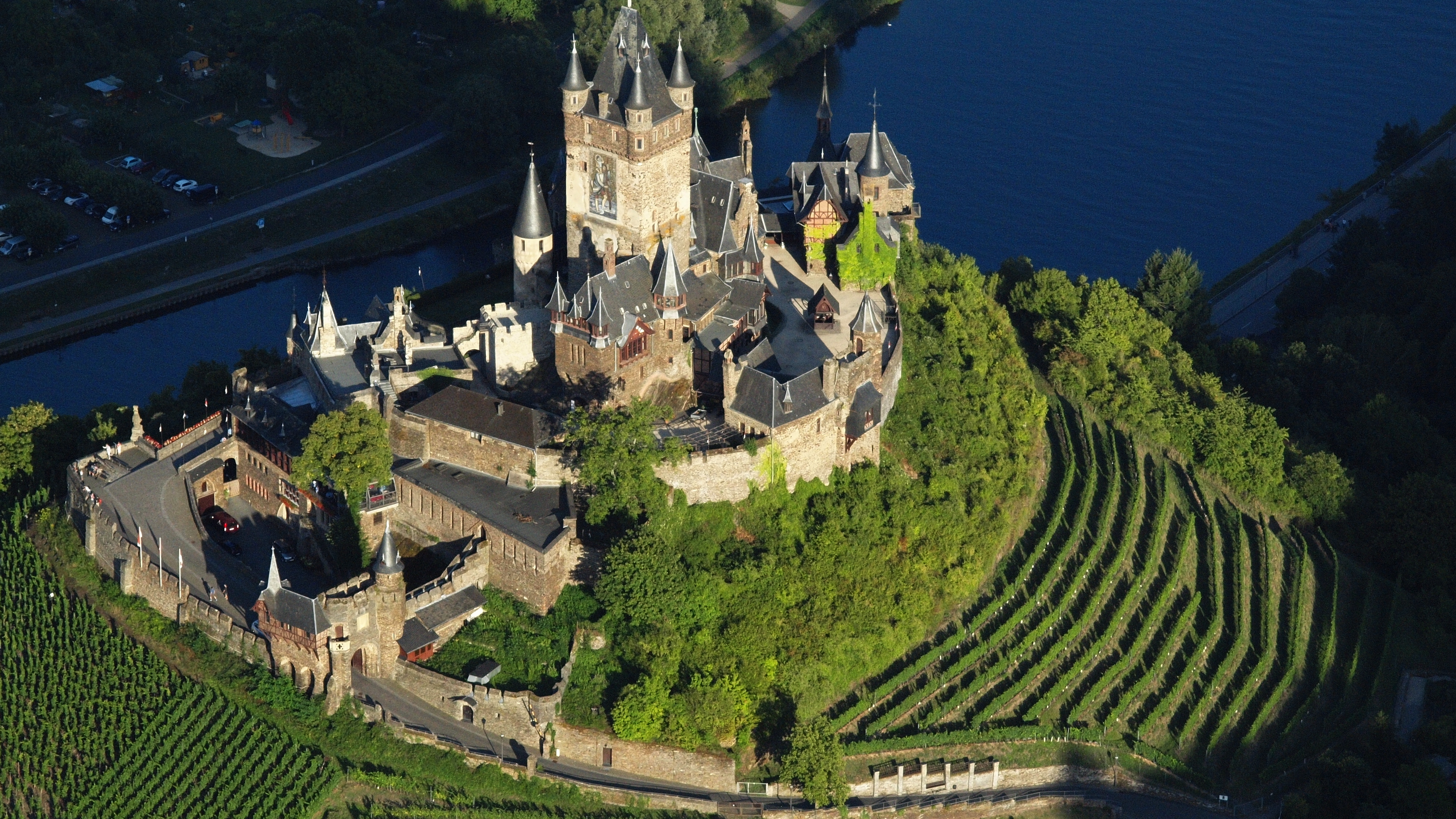
Reichsburg Cochem, Luftaufnahme (2015)

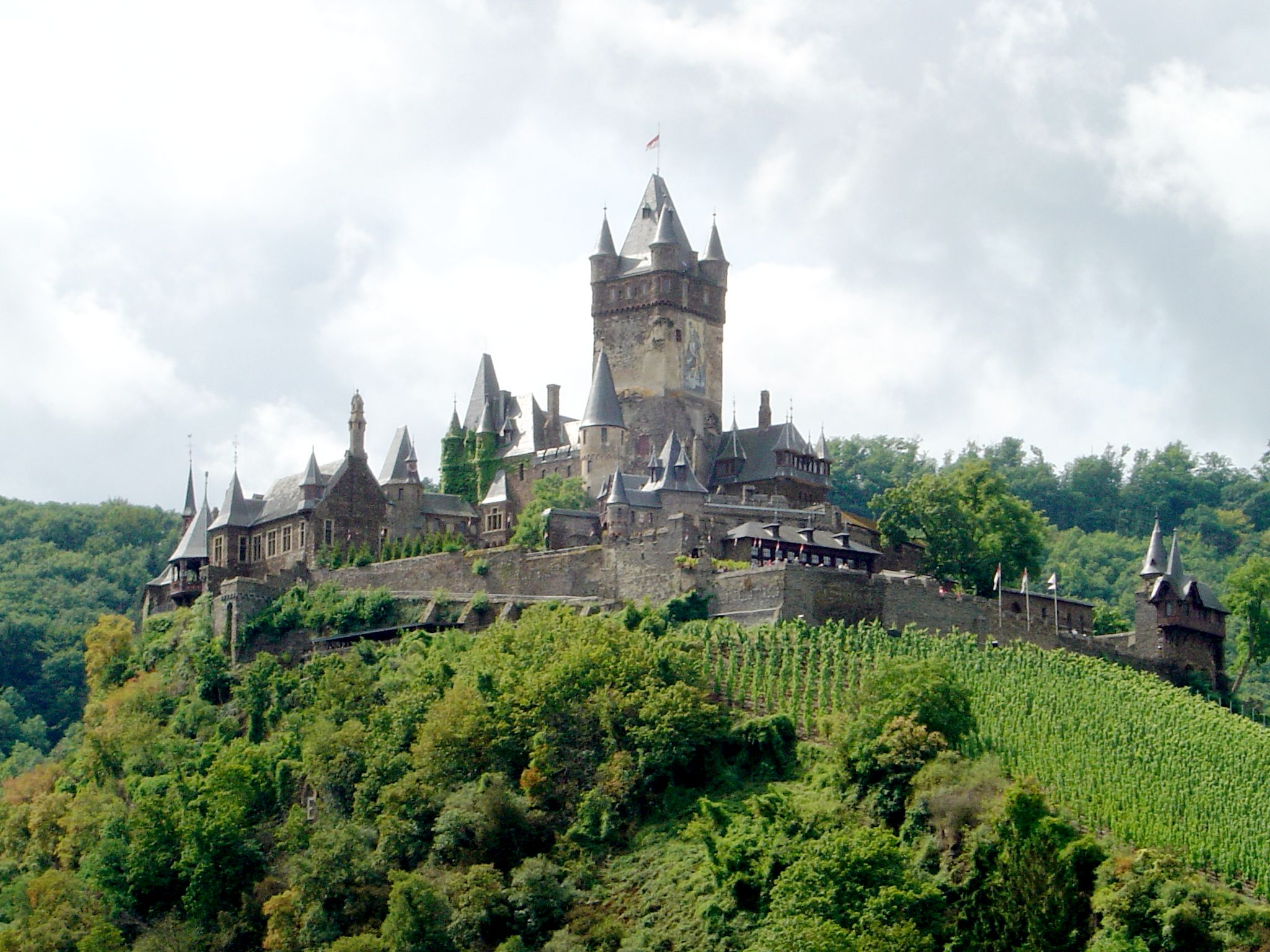
Nordostansicht der Reichsburg Cochem (2006)

Die Reichsburg Cochem ist eine Burganlage in der rheinland-pfälzischen Stadt Cochem an der Mosel. Sie ist ihr Wahrzeichen und steht auf einem weithin sichtbaren Bergkegel in 154 m ü. NHN (Eingang) oberhalb der Stadt. Als Gipfelburg gehört sie zum Typus der Höhenburgen.
Die Anlage, die im Mittelalter als Zollburg diente, wurde den Ergebnissen aktueller Burgenforschungen zufolge wohl um 1100 oder in der ersten Hälfte des 12. Jahrhunderts errichtet. Nachdem sie im 17. Jahrhundert zerstört worden war, ließ sie der Berliner Kaufmann und spätere Geheime Kommerzienrat Louis Fréderic Jacques Ravené gemäß dem Geschmack der Burgenromantik in den Jahren von 1868 bis 1877 wiederaufbauen. Burg Cochem wurde während der Zeit des Historismus im Stil der Neugotik gestaltet. Nach dem Denkmalschutzgesetz von Rheinland-Pfalz ist sie ein geschütztes Kulturdenkmal und in der Landes-Denkmalliste eingetragen. Außerdem ist die Anlage ein geschütztes Kulturgut nach der Haager Konvention und mit dem blau-weißen Schutzzeichen gekennzeichnet.

## Geschichte und Baugeschichte

### Pfalzgräfliche Gründung
Der Name Cochem wird als Cuchuma erstmals in einer Schenkungsurkunde der Abtei Prüm vom 20. Dezember 866 erwähnt. Der Ort war Reichsgut, mit dem die Ezzonen belehnt waren. Die ältere Forschung nahm an, dass die Burg bereits 996 bzw. um 1020 von Pfalzgraf Ezzo (häufig auch Ehrenfried genannt), Sohn und Nachfolger Hermann Pusillus von Lothringen, gegründet worden sei, doch können dafür keinerlei Belege angeführt werden. Die ebenfalls häufig zu findende Angabe der Ersterwähnung einer Cochemer Burg im Jahr 1051 geht auf eine Schenkungsurkunde zurück, die jedoch eine Fälschung aus der Zeit um 1263 ist. Ihr zufolge schenkte die ehemalige polnische Königin Richeza ein castrum cuum Chuchomo ihrem Neffen, Pfalzgraf Heinrich I., mit der Auflage, als Vogt der Abtei Brauweiler die Güter des ezzonischen Hausklosters zu beschützen. Mit dem Tod Hermanns II. von Lothringen starben die Ezzonen im Mannesstamm aus und die Pfalzgrafschaft kam 1085/87 an Heinrich II. von Laach.
Dessen Stief- und Adoptivsohn Siegfried von Ballenstedt aus dem Haus der Askanier war sehr wahrscheinlich der Bauherr der Burg Cochem. Diese wird jedoch erst in einer Urkunde seines Sohnes Pfalzgraf Wilhelm von Ballenstedt vom 17. März 1130 sicher genannt. Bereits zu dieser Zeit wurde ein Schiffszoll „vor der Burg unseres Erbes, die Cochem genannt wird“ erhoben. Außerdem wird in der um 1105 verfassten Lebensbeschreibung des Kölner Erzbischofs Anno II. († 1075) berichtet, der wahnsinnige Pfalzgraf Heinrich II. habe seine Ehefrau auf Burg Cochem ermordet. Diese Erwähnung einer Burg und die Formulierung „unseres Erbes“ in der Urkunde aus dem Jahr 1130 zeigen, dass von einer Existenz der Anlage in der Zeit um 1100 auszugehen ist.
Die Gestalt der frühesten romanischen Burg Cochem ist noch weitgehend unbekannt. Der achteckige Turm wurde nach Überlegungen von Ernst Wackenroder aus dem Jahr 1959 meist als romanischer Viereckturm aus der Zeit vor 1051 angesehen, der später achteckig ummantelt worden sein soll. Neuere Untersuchungen durch Alexander Thon und Stefan Ulrich führten mit Verweis auf Achtecktürme aus dem späten 11. und frühen 12. Jahrhundert beispielsweise auf der Neuenburg bei Freyburg an der Unstrut (Sachsen-Anhalt) oder der Burg Sulzbach (Bayern) und die tatsächliche Ersterwähnung 1130 zu der Annahme, dass der Cochemer Achteckturm wahrscheinlich ebenfalls aus der Zeit um 1100 stammt. Zur romanischen Burg gehörten neben dem Turm noch ein Wohn- und Wirtschaftsgebäude, die beide von einer fast kreisrunden Ringmauer eingefasst waren.
Nach dem Tod des kinderlosen Pfalzgrafen Wilhelm von Ballenstedt entwickelte sich ein Streit um seine Nachfolge zwischen Hermann von Stahleck und Otto dem Jüngeren von Rheineck, in dessen Verlauf Hermann die Burg 1150 eroberte. König Konrad III. machte den Streitigkeiten ein Ende, indem er die Burg 1151 belagerte und eroberte. Damit sicherte Konrad seine königliche Autorität. Anschließend wurde die Burg Verwaltungssitz für das umliegende Reichsgut. Von diesem Zeitpunkt an gehörte Cochem zu den Reichsburgen. 

### Königliche Reichsburg

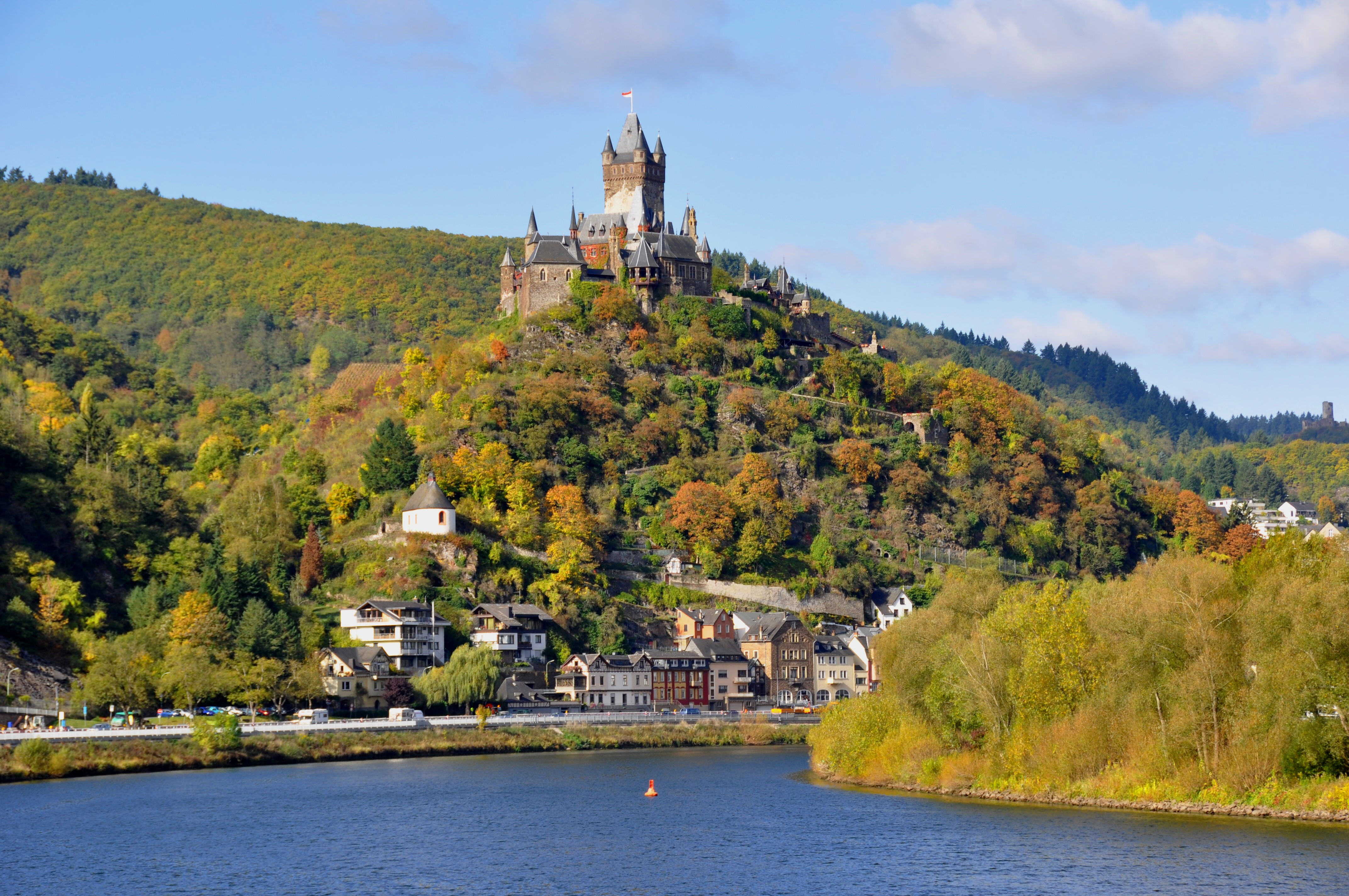
Reichsburg Cochem und die Mosel

In der Folgezeit wurde die Burg zunächst von Burgmannen und später von als Burggrafen bezeichneten königlichen Ministerialen verwaltet. Im Jahr 1282 zog König Rudolf von Habsburg vor die Burg und konnte sie nach wohl kurzer Belagerung erobern. Der Kölner Erzbischof Siegfried von Westerburg hatte sich zuvor der Anlage bemächtigt und Kuno von Schönburg als Burggrafen eingesetzt.
Burg Cochem blieb aber nicht lange in königlichem Besitz, denn im Jahr 1294 verpfändete König Adolf von Nassau Burg und Stadt Cochem mitsamt einem umliegenden Gebiet, das fünfzig Orte einschloss, an den Trierer Erzbischof Bohemond I. von Warnesberg, um seine Königskrönung finanzieren zu können.

### Zugehörigkeit zu Kurtrier
Adolfs Nachfolger Albrecht I. konnte die Pfandschaft nicht einlösen und ernannte deshalb den Trierer Erzbischof zum Burggrafen von Cochem.  Dieses mit dem lukrativen Moselzoll und der Gerichtsbarkeit verbundene Amt wurde vom König 1298 zudem als erblich bestätigt. Cochem verblieb bis zum Reichsdeputationshauptschluss 1803 als wichtige Landesburg und Verwaltungsmittelpunkt bei Kurtrier. 1328 musste der Trierer Erzbischof Balduin von Luxemburg die Burg an die Gräfin Loretta von Sponheim verpfänden, konnte sie allerdings bereits ein Jahr später wieder einlösen.
Unter Karl IV. ging die Burg endgültig in das Eigentum des Trierer Erzstiftes über, blieb aber ein Offenhaus des Kaisers. Dank ihrer Zoll-, Wirtschafts- und Verwaltungsrechte waren die von Kurtrier eingesetzten Burggrafen mächtige Adlige im Heiligen Römischen Reich. Unter ihnen finden sich zum Beispiel die Herren von Winneburg und von Beilstein. Ab 1419 wurden die Burggrafen durch trierische Amtmänner ersetzt.
In der älteren burgenkundlichen Literatur wird häufig angegeben, dass die bis dahin eher bescheidene Anlage unter dem Trierer Erzbischof Balduin von Luxemburg wegen ihrer günstigen strategischen Lage im Stil der Spätgotik ausgebaut wurde, doch finden sich für diese Bautätigkeit keine schriftlichen Nachweise. Aufgrund kunsthistorischer Vergleiche mit Burgen des 14. Jahrhunderts im Rheinland und angrenzenden Regionen kann jedoch davon ausgegangen werden, dass zumindest die Aufstockung des Achteckturmes und der Bau der vier abschließenden Ecktourellen in die Ära des als „bauwütig“ bekannten Bischofs fällt.
Nach einem Kupferstich in der Bilderhandschrift Civitates Orbis Terrarum von Georg Braun und Frans Hogenberg aus dem Jahr 1576 mit der Darstellung der Cochemer Burg ist sicher, dass die Anlage im 14. bis 16. Jahrhundert unter den Trierer Kurfürsten stark erweitert und umgebaut wurde. Bei Aufräumarbeiten in der zweiten Hälfte des 19. Jahrhunderts wurden die Reste der mittelalterlichen Burg freigelegt. Demnach war ihr Zugang durch drei Toranlagen gesichert. Einem ersten Tor an der Nordseite schloss sich ein mächtiger mit Zinnen besetzter Torbau an. Dahinter folgte auf der östlichen Seite der Anlage eine Brücke über den Burggraben, die zu einem weiteren Torhaus führte. Durch dieses Torhaus gelangte man in den äußeren Bering mit drei Burgmannenhäusern, einem kleinen Wehrbau an der Südspitze, verschiedenen Wirtschaftsgebäuden wie dem Kelterhaus, dem Pferdestall und dem Kornspeicher, dem Burgbrunnen sowie dem sogenannten Mauerturm mit Wendeltreppe und einer drei Meter breiten Ausfallpforte. Den inneren Bering bildete die alte Ringmauer aus romanischer Zeit. Sie schützte den achteckigen Turm, den Palas und einen Hexenturm genannten Rundturm, der im Westen den Zugang zur Kernburg überwachte.
Während des Holländischen Krieges wurde die Burg im Jahr 1673 von französischen Truppen unter Philippe-Auguste Le Hardi, Marquis de la Trousse, lediglich beschossen. 15 Jahre später im Zuge des Pfälzischen Erbfolgekrieges wurde sie dagegen am 8. November 1688 von französischen Truppen unter dem Maréchal de Boufflers mit großen Verlusten erobert. Nachdem im März des darauffolgenden Jahres ganz Cochem von den Franzosen besetzt worden war, ordnete der französische Befehlshaber die Zerstörung der Burganlage an.

### Französisches und preußisches Eigentum

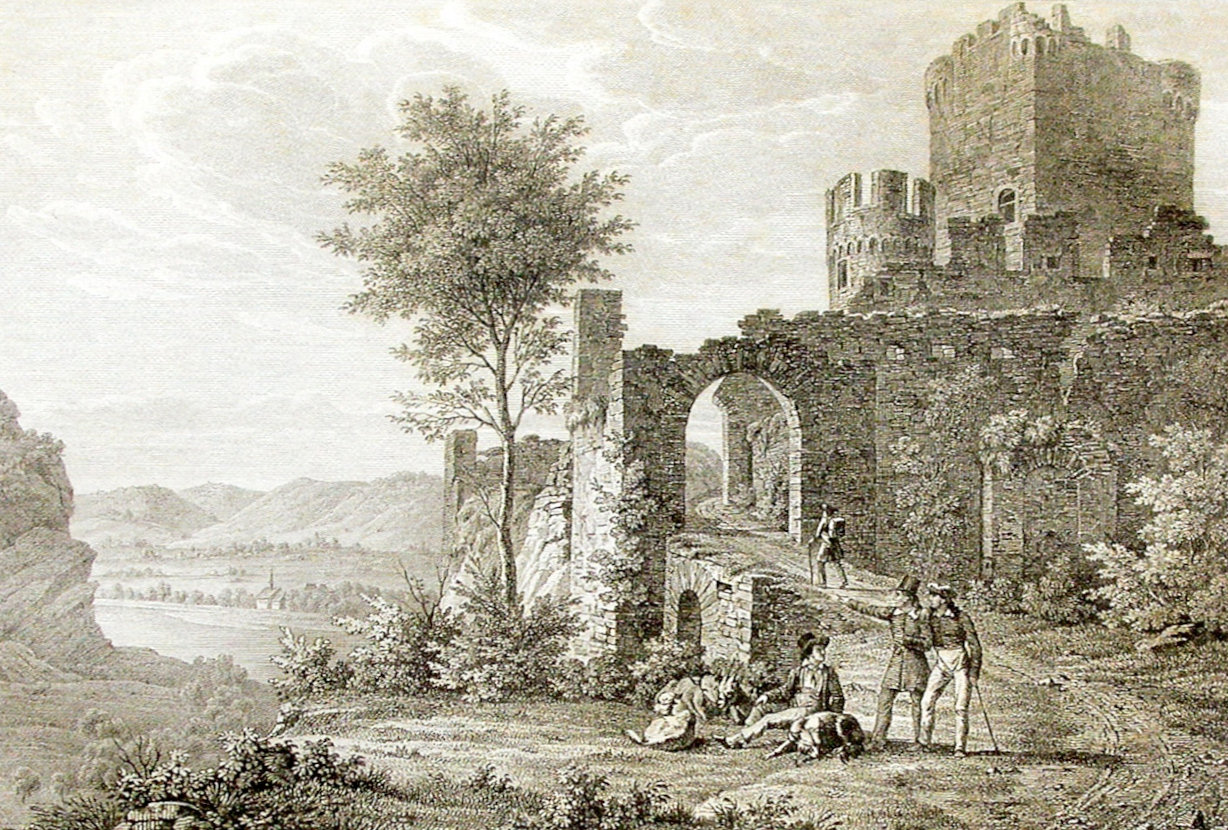
Die Burgruine von Norden auf einem Kupferstich, vor 1822

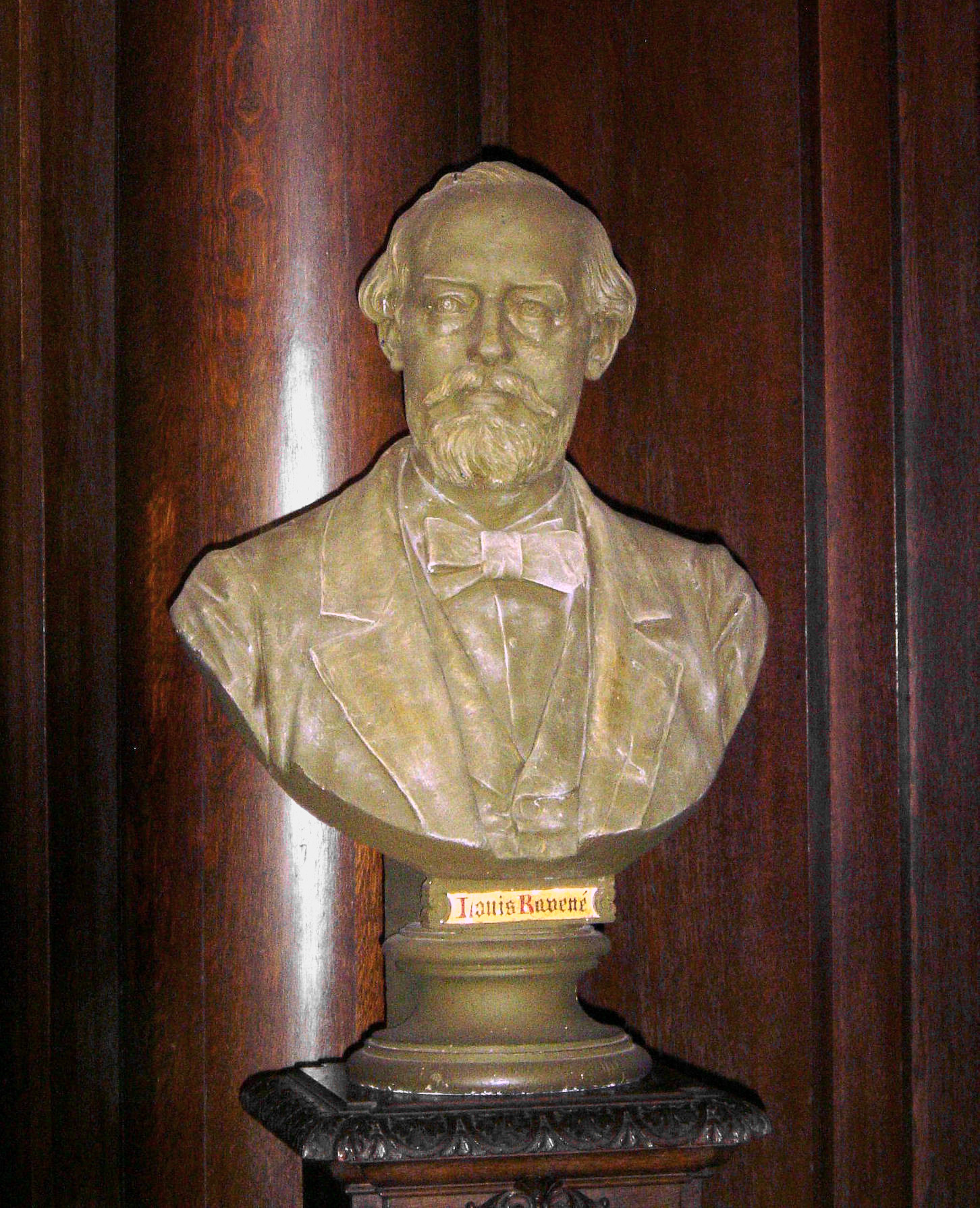
Die Büste Louis Jacques Ravenés erinnert in der Burg an den Abschluss des Wiederaufbaus

Am 19. Mai 1689 wurde die Burg unter dem Kommando eines Lieutenant de Saxis in Brand gesteckt, unterminiert und gesprengt. Sie teilte damit das Schicksal vieler Burgen im deutschen Südwesten.
Mit dem Frieden von Rijswijk gab Ludwig XIV. 1697 zwar das Gebiet zurück, doch etwa ein Jahrhundert später besetzten französische Revolutionstruppen 1794 während des ersten Koalitionskriegs Cochem und seine Burgruine, die 1801 als Ergebnis des Friedens von Lunéville Frankreich angegliedert wurden. Nach dem Wiener Kongress kam Preußen in den Besitz der Cochemer Burgruine.

### Die Familie Ravené
Der Berliner Kaufmann und spätere Geheime Kommerzienrat Louis Fréderic Jacques Ravené (1823–1879) kaufte die Ruine vom preußischen Domänenfiskus, um sie als Sommersitz für seine Familie im neugotischen Stil wiederaufzubauen. Die Gebäudereste wechselten am 26. September 1868 „mit einem Terrain von 4 Morgen, 75 Ruthen und 20 Fuß“ den Besitzer. Von der Burg war nur noch „ein unten fünfeckig, oben quadratisch geformter Hauptturm und ein daneben stehender, runder mit mittelalterlichen Freskomalereien verzierter Treppenturm“ übrig. Die Pläne für den Wiederaufbau – angelehnt an den Stich von Braun und Hogenberg – stammten von dem Berliner Architekten Hermann Ende, dessen Aufgaben später dem Architekten Julius Carl Raschdorff übertragen wurden.
Die dazu nötigen umfangreichen Aufräum- und Sicherungsarbeiten begannen noch 1868 mit einer Entschuttung unter Leitung von Baurat Schmidt in Cochem. Ihr folgten 1869 die Wiederherstellung der Ringmauer, die im gleichen Zuge mit Zinnen versehen wurde. 1870 wurden die verschütteten Fundamente der mittelalterlichen Bauten freigelegt. Beim Wiederaufbau der Burg, der im Wesentlichen von 1874 bis 1877 stattfand, wurde ihr Äußeres meist frei erfunden. So wurde unter anderem der Achteckturm um ein zusätzliches Geschoss mit vier Tourellen aufgestockt, der Hexenturm – mitsamt seinen mittelalterlichen Fresken restauriert – im Obergeschoss zu einem Badezimmer umgebaut sowie mit einem Kegeldach ausgestattet und das Burgmannenhaus am dritten Tor im Nordosten als Kutscher- und Verwalterhaus eingerichtet. Sichtbares Zeugnis dieser Baumaßnahmen ist der Schlussstein des Nordosttores, der mit einem R für Ravené und der Jahreszahl 1868 versehen ist.
Nach dem Tod Louis Jacques Ravenés im Jahr 1879, in dem auch die neu gebaute Burgkapelle geweiht wurde, führte sein Sohn Louis Auguste Ravené die Arbeiten zunächst fort. Der Innenausbau unter Leitung des Architekten Otto Walter dauerte noch bis 1890. Louis Auguste stattete Burg Cochem mit einer umfangreichen Kunstsammlung aus, die jedoch im Zweiten Weltkrieg zum größten Teil zerstört wurde.

### Die Burg in öffentlicher Hand
1942 verkaufte Louis Auguste Ravené die Burg an das preußische Justizministerium. Der Reichsminister der Justiz Otto Georg Thierack ließ 1943 hier eine spezielle NS-Schulungsstätte für Juristen einrichten, in der er auch selbst vor Universitätsprofessoren referierte. Das 1870 von einem italienischen Meister geschaffene Mosaikbildnis des heiligen Christophorus wurde in der Zeit des Nationalsozialismus zerstört.
Nach dem Zweiten Weltkrieg fiel die Burg 1947 an  das Land Rheinland-Pfalz, das dort eine Verwaltungsschule einrichtete. Im Jahr 1978 kaufte die Stadt Cochem die Anlage für 664.000 DM und lässt sie heute von der Reichsburg GmbH verwalten.

## Beschreibung

### Architektur
Das Aussehen der Burg wird heute maßgeblich durch die im 19. Jahrhundert neu errichteten Gebäude bestimmt. Sie schließen jedoch oft mittelalterliche Bausubstanz mit ein oder bauen auf sie auf. Romanische oder gotische Bestandteile finden sich zum Beispiel in der Ringmauer, dem Nordtor, dem Achteckturm, dem Hexenturm sowie dem Gebäude mit dem Rittersaal.
Im Zentrum der polygonalen Anlage steht der viergeschossige Achteckturm, der an seiner Nordseite eine neuzeitliche Mosaikdarstellung des heiligen Christophorus zeigt. Er ist das älteste Bauwerk der Burganlage, das in drei Bauabschnitten sein heutiges Aussehen erhielt. Sein unterer, achteckiger Teil und sein Gewölbekeller entstanden wahrscheinlich schon bei Gründung der Burg und wurden später durch einen viereckigen Teil aufgestockt. Das oberste Geschoss des Turms erhebt sich mit seinen Ecktourellen über einem Rundbogenfries und ist eine Ergänzung aus der Zeit des Historismus. Die lichte Breite des im Inneren quadratischen Turms beträgt 5,40 Meter, während seine Mauern im unteren Teil 3,50 Meter dick sind.

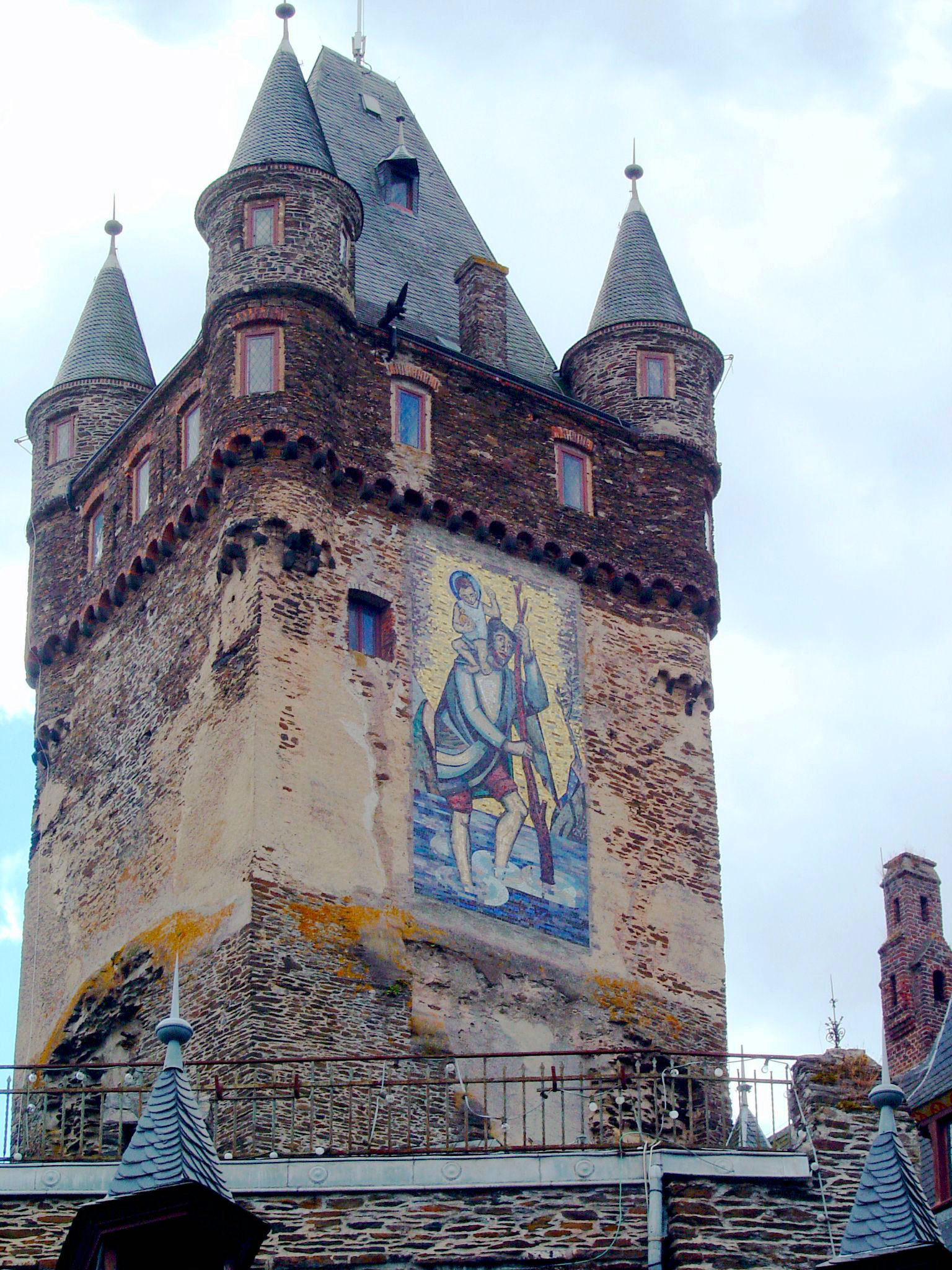
Der Achteckturm mit seinem Christophorus-Mosaik

Von der ehemaligen dreiteilig gestaffelten Toranlage sind heute nur noch Reste des zweiten Tores übrig, die im heutigen Nordtor integriert sind. Das heutige Haupttor befindet sich dort, wo früher das Torhaus des dritten Tores stand. Ihm schließt sich nordwestlich ein wieder aufgebautes Burgmannenhaus an, das als Museumskasse, Burgschenke und Souvenirshop dient. Südwestlich davon steht der dreigeschossige Hexenturm aus dem 14. oder 15. Jahrhundert mit Resten einer gotischen Bemalung. Sein auf einem Rundbogenfries vorkragender Zinnenkranz wurde beim Wiederaufbau durch einen Kegelhelm ersetzt.
An der südöstlichen Seite steht auf dem tonnengewölbten Keller eines einstigen Burgmannenhauses ein neuzeitliches Gebäude, das einem spätgotischen Wohnhaus nachempfunden wurde und unter anderem den Rittersaal und den Speisesaal enthält. Über einen Torbau mit Uhrentürmchen ist er mit dem wieder aufgebauten Palas verbunden. An der sich daran anschließenden Südspitze der Anlage steht das sogenannte Kavaliershaus aus den 1870er Jahren, das als Gästehaus diente, und die einschiffige Burgkapelle mit dreiseitig eingezogenem Chor und einem Dachstuhl in Form eines auf dem Kopf stehenden Schiffskiels. Während das Kavaliershaus auf einen mittelalterlichen Vorgängerbau zurückgeht, ist die Kapelle eine vollkommene Neuschöpfung des 19. Jahrhunderts.
An der Westseite standen während des Mittelalters Wirtschaftsgebäude, die aber nicht mehr erhalten sind. Einziges Überbleibsel aus dieser Zeit ist der 50 Meter tiefe Burgbrunnen mit einem Durchmesser von 1,50–2 Metern. Sein Brunnenhäuschen stammt aus dem Jahr 1984.

### Christophorusbild am Burgturm
Beim Wiederaufbau der Burg erhielt der Hauptturm 1877 an der Nordwestseite ein 8 × 4 Meter großes Mosaikbild des heiligen Christophorus, eines der 14 Nothelfer und Schutzheiligen der Reisenden. Der Künstler war der Italiener Antonio Salviati, dessen Werkstatt unter anderem wenige Jahre später die Kuppelmosaiken des Aachener Doms ausführte. 20.000 Goldmark kostete das Mosaik am Burgturm. Nachdem der Eigentümer 1942 die Burg an das Deutsche Reich hatte verkaufen müssen, ließ die nationalsozialistische Obrigkeit das Mosaik wegen seines religiösen Inhalts von Strafgefangenen abschlagen, sodass 17 Jahre lang nur noch ein 32 Quadratmeter dunkler Fleck zu sehen war. Doch Ende der 1950er-Jahre wurden durch Spenden aus der Bevölkerung 25.000 DM aufgebracht und im Einvernehmen mit der neuen Eigentümerin der Burg, der Bundesrepublik Deutschland, ein neues Christophorus-Mosaik in Auftrag gegeben, das seit dem 1. Oktober 1960 zu sehen ist. Entworfen wurde es von der Malerin Ina Stein-Wiese (1910–1966) aus Dieblich.

## Heutige Nutzung

### Burgmuseum

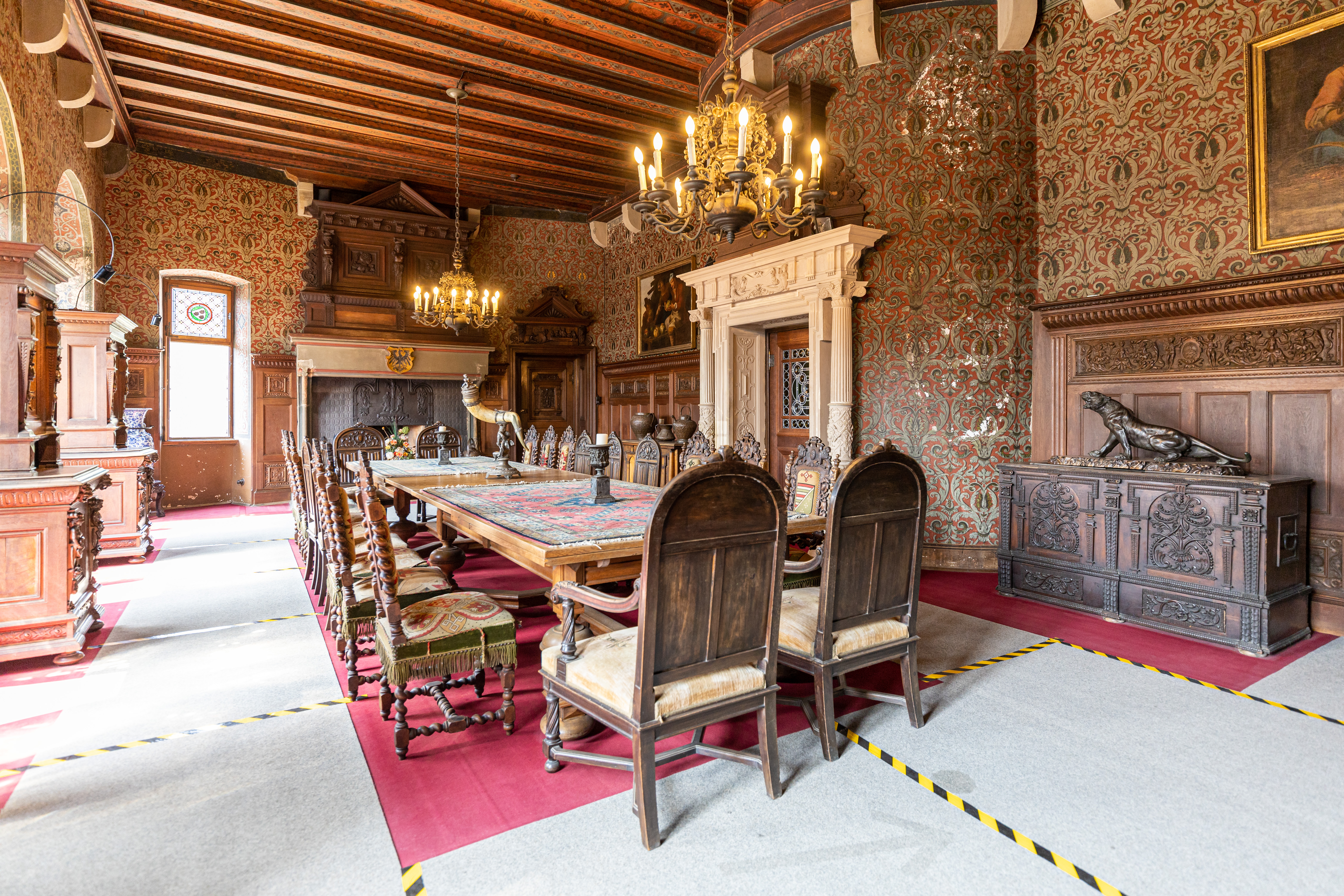
Der Speisesaal

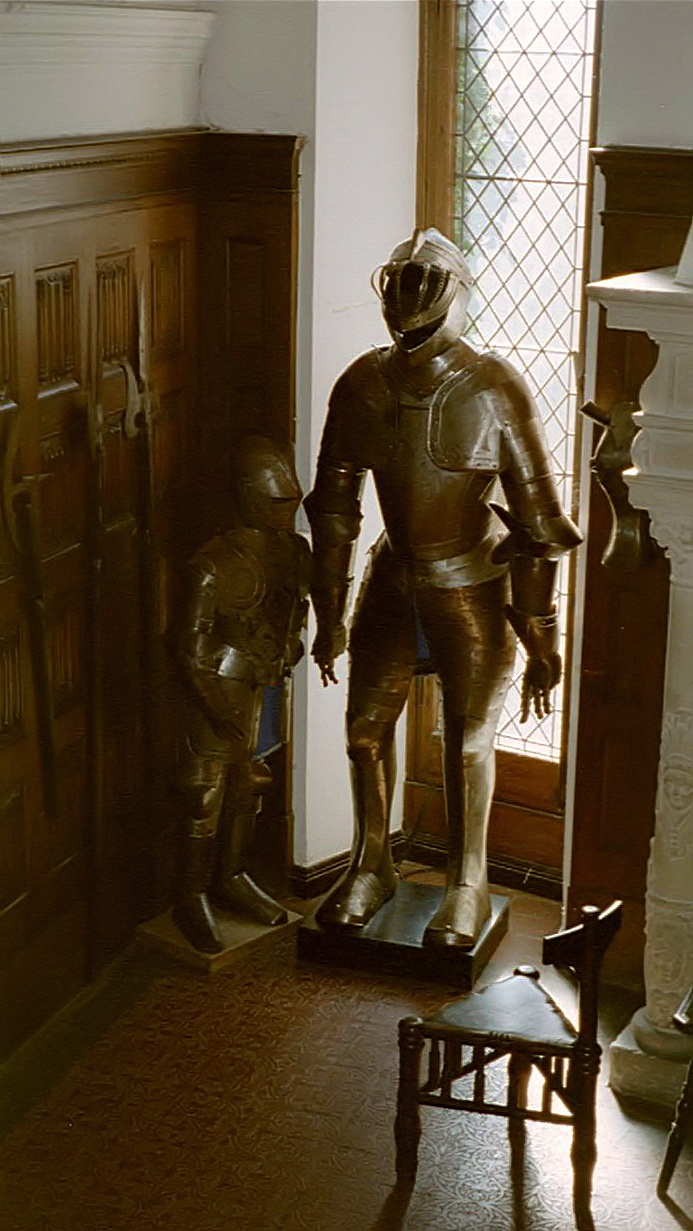
Ausgestellte Rüstungen

Die Burg hat ein Museum, das im Rahmen von Führungen in der Zeit von März bis November besichtigt werden kann. Zu sehen sind zahlreiche der von Julius Raschdorf im Stil der Neorenaissance und des Neobarocks gestalteten Räume der Burg mitsamt ihrer wertvollen historischen Inneneinrichtung, wie Täfelungen, Stollenschränke, Teppiche, Tapisserien sowie einige Gemälde und historistische Kachelöfen. Unter diesen Räumen liegt zum Beispiel der Speisesaal mit einem spätgotischen Kamin und einer von Ernst Ewald gestalteten Balkendecke, die mit dem Motiv des Doppeladlers bemalt ist. Er sollte die Geschichte der Reichsburg und die Wiedererstehung des Deutschen Reiches nach 1871 symbolisieren. Unter den Möbeln im Stil der Neorenaissance ist ein großes Buffet mit Delfter Ware das wertvollste Stück. Dem Speisesaal schließt sich die sogenannte Kemenate mit einem spätgotischen Kreuzrippengewölbe an. Sie ist mit Möbeln im Stil Louis-quinze sowie Gemälden aus dem 17. und 18. Jahrhundert ausgestattet. Das anschließende romanische Zimmer hat hingegen ein Kreuzgratgewölbe.
Ein weiterer zu besichtigender Raum ist der Rittersaal, der über ein mit renaissancezeitlichen Möbeln ausgestattetes Vorzimmer – das sogenannte Jagdzimmer – erreichbar ist. Der Rittersaal hat seit 1905 ein barockes, stuckiertes Holztonnengewölbe, das von zwölf hölzernen Säulen getragen wird. Ein großer neugotischer Kamin an der Nordwand zeigt die Wappen der Trierer Kurfürsten und der Pfalzgrafen. Die Buntglasfenster zeigen hingegen die Wappen der trierischen Amtmänner, welche die Burg früher verwalteten. Von diesem Raum gelangt der Besucher über eine prachtvoll gestaltete Holztreppe in das sogenannte Waffenzimmer, in dem Nachbildungen mittelalterlicher Rüstungen zu sehen sind.
Die ehemaligen Privaträume Ravenés sind nur im Rahmen von speziellen und nicht regelmäßig stattfindenden Burgführungen zugänglich.

### Veranstaltungen und weitere Einrichtungen
Einige der historischen Räumlichkeiten sind für private Feiern zu mieten, und die Burgkapelle kann für Hochzeiten genutzt werden.
In der Burg gibt es eine Burgschänke. Sie ist Sitz der deutschen Sektion der „Route Gottfried von Bouillon“, einer Vereinigung, die unter anderem die sehenswerten Burgen und Schlösser in den Ardennen, Lothringen, Luxemburg und Rheinland-Pfalz bekannter machen will. Bis 2015 war auf dem Burggelände eine Falknerei beheimatet, die mit ihren Vögeln Flugvorführungen veranstaltete.
Neben wechselnden kulturellen Veranstaltungen findet am ersten Augustwochenende jeden Jahres ein dreitägiges Burgfest mit Ritterspielen sowie an einem Dezemberwochenende die Cochemer Burgweihnacht statt.